# L'equilibrio
Pour plus de détails, voir Fiche technique et Distribution.
L'equilibrio' est un film italien réalisé par Vincenzo Marra, sorti en 2017.

## Synopsis
Don Giuseppe, originaire de Campanie et ancien missionnaire en Afrique, exerce à Rome dans un centre d'immigrés. Il tente de surmonter une crise de la foi et demande à l'évêque d'être transféré dans un petit village de sa terre d'origine. Il se retrouve ainsi dans un petit village napolitain, où il remplace le curé du quartier, Don Antonio, qui était impliqué dans la lutte contre les nuisances des déchets toxiques. Le nouveau curé se heurte aux forces criminelles de l'endroit.

## Fiche technique
- Titre : L'equilibrio
- Titre original : L'equilibrio
- Réalisation : Vincenzo Marra
- Scénario : Vincenzo Marra
- Photographie : Gianluca Laudadio
- Montage : Luca Benedetti, Arianna Zanini
- Producteur : Luigi Musini, Olivia Musini, Cesare Apolito, Renato Ragosta, Gianluca Arcopinto
- Société de production : Cinemaundici, Lama Film, Rai Cinema, Ela Film
- Société de distribution italienne : Warner Bros. Entertainment Italia
- Pays d'origine :  Italie
- Langue : Italien
- Format : Couleur
- Genre : Drame
- Durée : 90 minutes
- Dates de sortie : 
  -  Italie : 21 septembre 2017
  -  France : 25 décembre 2019

## Sortie
Le film est présenté en avant première aux le Giornate degli Autori à la  Mostra de Venise le 5 septembre 2017,. Le film est sorti en salle le 21 septembre 2017.

## Distribution
- Mimmo Borrelli: Don Giuseppe
- Roberto Del Gaudio: Don Antonio
- Lucio Giannetti: Gaetano
- Giuseppe D'Ambrosio: Saverio
- Francesco Zazzera: Assunta
- Autilia Ranieri: Antonietta
- Paolo Sassanelli: Il vescovo
- Astrid Meloni: Veronica
- Francesco Pio Romano: Daniele
- Sergio Del Prete: Enzo